# Musikförlaget Cantate
Musikförlaget Cantate är ett svenskt  musikförlag som grundades 1967 i Västerås.

## Historik
Musikförlaget Cantate är ett svenskt musikförlag som grundades 1967 i Västerås. Musiken som till störst del ges ut på förlaget är kyrkomusik. Förlaget köptes upp 1 januari 2014 av Libellus och Noteria, Klockrike.

## Utgåvor (påbörjad lista)
| Nummer | Titel                                    | Kompositör                                     | Textförfattare | Instrument       |
| ------ | ---------------------------------------- | ---------------------------------------------- | -------------- | ---------------- |
| -      | Till himmelen                            | Sven Österberg                                 | -              | Orgel            |
| -      | Den ljusa dag                            | Sven Österberg                                 | -              | Orgel            |
| -      | Tre Orgelkoraler                         | Gustaf Bjarnegård                              | -              | Orgel            |
| -      | Rigadoun                                 | André Campra                                   | -              | Orgel            |
| -      | Julmusik                                 | Rune Elmehed                                   | -              | Orgel            |
| -      | Sorgen och glädjen                       | Rune Elmehed                                   | -              | Orgel            |
| -      | Meditation                               | Rune Elmehed                                   | -              | Orgel            |
| -      | Vid evighetens brunnar                   | Rune Elmehed                                   | -              | Orgel            |
| -      | I himmelen, i himmelen                   | Rune Elmehed                                   | -              | Orgel            |
| -      | Hur ljuvt det är att komma               | Rune Elmehed                                   | -              | Orgel            |
| -      | Festmusik för orgel                      | Rune Elmehed                                   | -              | Orgel            |
| -      | Tre Påskkoraler                          | Rune Elmehed                                   | -              | Orgel            |
| -      | Våren                                    | Lennart Jernestrand                            | -              | Orgel            |
| -      | Bereden väg för Herran                   | Lennart Jernestrand                            | -              | Orgel            |
| -      | Julmusik - O come, all ye faithful       | Lennart Jernestrand                            | -              | Orgel            |
| -      | Vad ljus över griften                    | Lennart Jernestrand                            | -              | Orgel            |
| -      | Led milda ljus                           | Lennart Jernestrand                            | -              | Orgel            |
| -      | Det dukas i himlarnas rike               | Lennart Jernestrand                            | -              | Orgel            |
| -      | Vid älvom på berg och i dalom            | Leif Lundberg                                  | -              | Orgel            |
| -      | Julmusik - Away in a manager             | Leif Lundberg                                  | -              | Orgel            |
| -      | Julkoraler för orgel                     | Leif Lundberg/Rune Elmehed/Lennart Jernestrand | -              | Orgel            |
| CAN    | Lyriska stycken                          | Rune Elmehed                                   | -              | Orgel            |
| CAN    | Pie Jesu                                 | Rune Elmehed                                   | -              | Orgel            |
| CAN    | Toccata - Livet vann, dess namn är Jesus | Rune Elmehed                                   | -              | Orgel            |
| CAN    | Från folkvisa till Ellington             | Rune Elmehed                                   | -              | Orgel            |
| CAN    | Koppången                                | Leif Lundberg                                  | -              | Orgel            |
| CAN    | Gabriellas sång                          | Rune Elmehed                                   | -              | Orgel            |
| C0206  | O du saliga                              | Lennart Jernestrand                            | -              | Orgel            |
| C1402  | Sorgen och glädjen                       | Bo Ekvall                                      | -              | Orgel            |
| C1501  | Tränger i dolda djupen ner               | Bo Ekvall                                      | -              | Orgel            |
| C1503  | Vid Frösö kyrka                          | Tage Jonsson/Petersson-Berger                  | -              | Orgel            |
| C1504  | Gratulation                              | Tage Jonsson/Petersson-Berger                  | -              | Orgel            |
| C1505  | Sommarsång                               | Tage Jonsson/Petersson-Berger                  | -              | Orgel            |
| C1507  | Tränger i dolda djupen ner               | Bo Ekvall                                      | -              | Orgel            |
| C1603  | Min själ, du måste nu glömma             | Bo Ekvall                                      | -              | Orgel            |
| C1607  | In Dulci Jubilo                          | Rune Elmehed                                   | -              | Orgel            |
| C1707  | Sortie Op. 122 och Op. 166               | Tage Jonsson                                   | -              | Orgel            |
| C1802  | Bröllopsmarsch från Tryde                | Villemo Daneling                               | -              | Orgel            |
| C1804  | Brudmarsch till Anna-Karin och Magnus    | Leif Lundberg                                  | -              | Orgel            |
| C1901  | Folkdans                                 | Villemo Daneling                               | -              | Orgel            |
| C1902  | Improvisationer                          | Villemo Daneling                               | -              | Orgel            |
| C1912  | Åtta Feststycken                         | Sven-Erik Erlö                                 | -              | Orgel            |
| C1913  | Cantilena                                | Villemo Daneling                               | -              | Orgel            |
| C2001  | Folklig marsch från Österlen             | Villemo Daneling                               | -              | Violin och orgel |
| C2101  | A hymn of hope                           | Villemo Daneling                               | -              | Orgel            |